# Codăești
Codăești es una comuna ubicada en el distrito de Vaslui, Rumania.

## Superficie
Posee una superficie de 68,47 kilómetros cuadrados.

## Demografía
Hasta 2021 la población era de 3912 habitantes, con una densidad de población de 57,13 habitantes por kilómetro cuadrado.